# Бернхард I фон Лозенщайн
Бернхард I фон Лозенщайн (на немски: Bernhard I. von Losenstein; * ок. 1368; † 1434) е благородник от Горна Австрия.

## Живот
Той е единствен син на Хартнайд II фон Лозенщайн 'Младия' († 1387), бургграф на Тетелхайм, и първата му съпруга Агнес де Полхайм († 1380), дъщеря на Готфрид де Полхайм и Бригита фон Варспах. Потомък е на Дитмар ’Стари’ фон Лозенщайн († ок. 1260). Баща му се жени втори път за Маргарета фон Фалкенщайн, която се омъжва втори път за Волфганг фон Рор. Сестра му Барбара фон Лозенщайн († 1395) е омъжена за Каспар I фон Щархемберг († 1418, Виена).
Фамилията притежава без прекъсване замък Лозенщайн от 1252 до 1692 г. Чрез първия си брак Бернхард става „бургхер“ на замък Шалабург. Той наследява също част от имението Гшвендт в Горна Австрия, което става собственост на фамилията през 1347 г. чрез роднината му Ото фон Фолкенсдорф.
Бернхард има дълго време от 1410 г. конфликти с „минизингер“ граф Хуго IX фон Монфор-Брегенц до неговата смърт през 1423 г. и след това със съпругата му Маргарета фон Пфанберг. Австрийският херцог Ернст I Железния не успява да ги помири (след няколко генерации неговият праправнук Кристоф фон Лозенщай-Гебенхофен се жени за Кристина фон Монфор, потомка на Хуго).
Между 1409 и 1433 г. Бернхард строи воден дворец в имението Лайтен, известни като „Лозенщайнлайтен“. В писмата си той не е внимателен, както е прието.
Бернхард умира през 1434 г. и е погребан в манастир Гарстен. Синът му Флориан наследява имението и дворец „Лозенщайнлайтен“ и основава линията с това име. Другият му син Рудолф наследява „Гшвендт“.

## Фамилия
Първи брак: с Анна фон Целкинг, дъщеря на Хайнрих фон Целкинг и Катарина фон дер Лайпа. Те имат децата:
- Бертхолд фон Лозенщайн († 1443)
- Рудолф фон Лозенщайн-Гшвендт (* ок. 1410; † 1449, погребан в Гарстен), женен 1434 г. за Магдалена фон Полхайм († 1469); имат пет деца
- Хартнайд фон Лозенщайн-Лозенщайнлайтен († 1479), женен I. за Йохана Мезирзитски фон Ломнитц; имат три деца; II. за Маргарета фон Рор
- Флориан фон Лозенщайн (* ок. 1420; † 7 август 1456), женен за Магдалена/Анна Ауер фон Пренберг († 1465), става 1453 г. рицар при император Фридрих III; имат син
- Катарина/ Кристина фон Лозенщайн († 7 август 1456, Виена), омъжена 1435 г. за Улрих IV фон Шерфенберг († 1456)
- Марта фон Лозенщайн
- Барбара фон Лозенщайн, омъжена 1431 г. за Ладислаус Мезирзитцки фон Ломнитц (+ пр. 7 август 1456)

Втори брак: с Беатрикс Вехингер, дъщеря на Конрад Вехингер. Бракът е бездетен. Тя се омъжва втори път през 1434 г. за Леутолд фон Кранихфелд.

## Галерия
- Замък Лозенщайн ок. 1674
- Дворец Гшвендт, 1674
- Дворец Лозенщайнлайтен, 1674
- Дворец Шалабург